# Villy-Bocage
Villy-Bocage est une commune française située dans le département du Calvados en région Normandie, peuplée de 709 habitants.

## Géographie
La commune est au nord du Bocage virois, aux portes du Bessin, dans le Pré-Bocage, désignation récente, sorte de seuil du Massif armoricain. Son bourg est à 2,5 km au nord de Villers-Bocage, à 10 km au sud de Tilly-sur-Seulles et à 24 km au sud-ouest de Caen.
Le point culminant (217 m) se situe en limite sud-est, près du lieu-dit les Landes de Montbrocq et de l'autoroute A84. Le point le plus bas (68 m) correspond à la sortie de la Seulles du territoire, au nord-ouest. Comme son nom l'indique, la commune est bocagère.
| Anctoville                                                 | Saint-Vaast-sur-Seulles, Monts-en-Bessin | Monts-en-Bessin                                                                            |
| Saint-Louet-sur-Seulles                                    | Villy-Bocage                             | Monts-en-Bessin                                                                            |
| Tracy-Bocage (sur une trentaine de mètres), Villers-Bocage | Villers-Bocage                           | Noyers-Missy (comm. dél. de Noyers-Bocage, sur une quinzaine de mètres), Parfouru-sur-Odon |

Le 1er janvier 2017, la commune passe de l'arrondissement de Caen à celui de Vire.

### Hydrographie
La commune est située dans le bassin Seine-Normandie. Elle est drainée par la Seulles, la Seulline, le ruisseau du Coisel, le ruisseau du Canal, le fossé 01 des Ponts, un bras de la Seulline, le ruisseau de Launéee, le ruisseau de Fains et un autre petit cours d'eau,.
La Seulles, d'une longueur de 72 km, prend sa source dans la commune de Dialan sur Chaîne et se jette  dans la baie de Seine à Courseulles-sur-Mer, après avoir traversé 31 communes. 

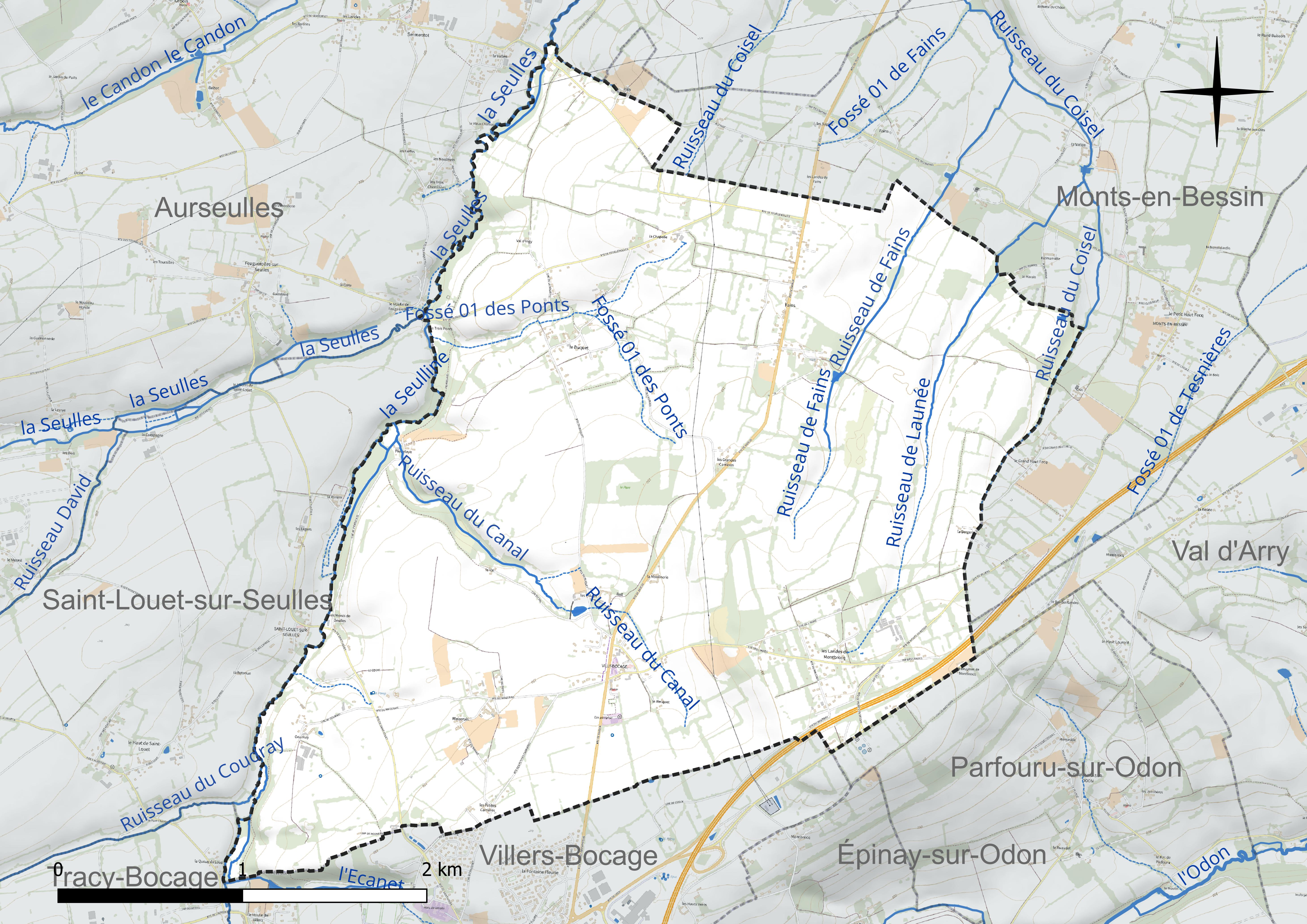
Réseau hydrographique de Villy-Bocage.

La Seulline, d'une longueur de 11 km, prend sa source dans la commune de Seulline et se jette  dans la Seulles sur la commune, après avoir traversé six communes. 

### Climat
Pour des articles plus généraux, voir Climat de la Normandie et Climat du Calvados.
En 2010, le climat de la commune est de type climat océanique franc, selon une étude du CNRS s'appuyant sur une série de données couvrant la période 1971-2000. En 2020, Météo-France publie une typologie des climats de la France métropolitaine dans laquelle la commune est exposée à un climat océanique et est dans la région climatique Normandie (Cotentin, Orne), caractérisée par une pluviométrie relativement élevée (850 mm/a) et un été frais (15,5 °C) et venté. Parallèlement le GIEC normand, un groupe régional d'experts sur le climat, différencie quant à lui, dans une étude de 2020, trois grands types de climats pour la région Normandie, nuancés à une échelle plus fine par les facteurs géographiques locaux. La commune est, selon ce zonage, exposée à un « climat contrasté des collines », correspondant au Bocage normand, bien arrosé, voire très arrosé sur les reliefs les plus exposés au flux d'ouest, et frais en raison de l'altitude.
Pour la période 1971-2000, la température annuelle moyenne est de 10,4 °C, avec  une amplitude thermique annuelle de 12,3 °C. Le cumul annuel moyen de précipitations est de 911 mm, avec 13,5 jours de précipitations en janvier et 8 jours en juillet. Pour la période 1991-2020, la température moyenne annuelle observée sur la station météorologique la plus proche, située sur la commune de Seulline à 7 km à vol d'oiseau, est de 11,3 °C et le cumul annuel moyen de précipitations est de 992,2 mm,. Pour l'avenir, les paramètres climatiques de la commune estimés pour 2050 selon différents scénarios d'émission de gaz à effet de serre sont consultables sur un site dédié publié par Météo-France en novembre 2022.

## Urbanisme

### Typologie
Au 1er janvier 2024, Villy-Bocage est catégorisée commune rurale à habitat dispersé, selon la nouvelle grille communale de densité à 7 niveaux définie par l'Insee en 2022.
Elle est située hors unité urbaine. Par ailleurs la commune fait partie de l'aire d'attraction de Caen, dont elle est une commune de la couronne,. Cette aire, qui regroupe 296 communes, est catégorisée dans les aires de 200 000 à moins de 700 000 habitants,.

### Occupation des sols
L'occupation des sols de la commune, telle qu'elle ressort de la base de données européenne d'occupation biophysique des sols Corine Land Cover (CLC), est marquée par l'importance des territoires agricoles (99,9 % en 2018), une proportion sensiblement équivalente à celle de 1990 (100 %). La répartition détaillée en 2018 est la suivante : 
prairies (55,8 %), terres arables (39,2 %), zones agricoles hétérogènes (4,9 %), zones urbanisées (0,1 %). L'évolution de l'occupation des sols de la commune et de ses infrastructures peut être observée sur les différentes représentations cartographiques du territoire : la carte de Cassini (XVIIIe siècle), la carte d'état-major (1820-1866) et les cartes ou photos aériennes de l'IGN pour la période actuelle (1950 à aujourd'hui).

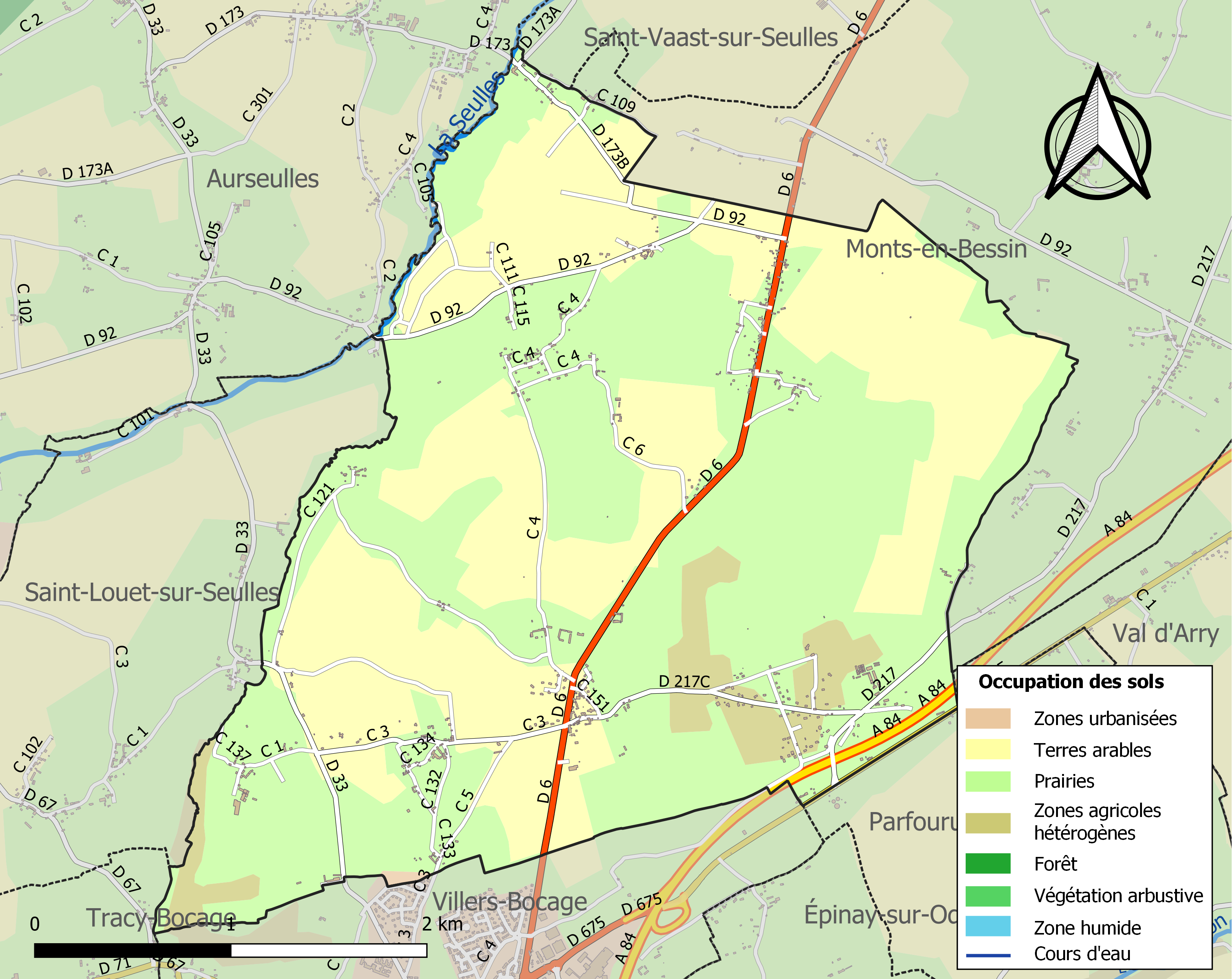
Carte des infrastructures et de l'occupation des sols de la commune en 2018 (CLC).

## Toponymie
Le nom de la localité est attesté sous la forme Villeium en 1204. Il serait issu de l'anthroponyme latin/roman Villius,, ou Vittelius, suivi du suffixe -(i)-acum de localisation et de propriété. D'origine gauloise, ce suffixe a régulièrement donné la terminaison -ei en ancien français, souvent mal transcrite en latin médiéval en -eium / -eyum, à côté d'-iacum / -iacus.
Il est adjoint du nom du pays, Bocage, où le terme désigne plus directement la végétation.

## Politique et administration
| Période                                  | Période      | Identité                 | Étiquette | Qualité                        |
| ---------------------------------------- | ------------ | ------------------------ | --------- | ------------------------------ |
|                                          |              | François Goullet de Rugy |           | Amiral                         |
|                                          |              | Albert Belin             |           |                                |
|                                          |              | Jean-François Dubosq     |           | Agriculteur                    |
| 1971                                     | mars 2008    | Claude Simon             |           | Employé des PTT                |
| mars 2008                                | juillet 2020 | Norbert Lesage           | SE        | Technicien de maintenance      |
| juillet 2020                             | octobre 2021 | Éric Bayeux              | SE        | Technicien traitement des eaux |
| janvier 2022                             | En cours     | Jean-Luc Roussel         | SE        |                                |
| Les données manquantes sont à compléter. |              |                          |           |                                |

Le conseil municipal est composé de quinze membres.

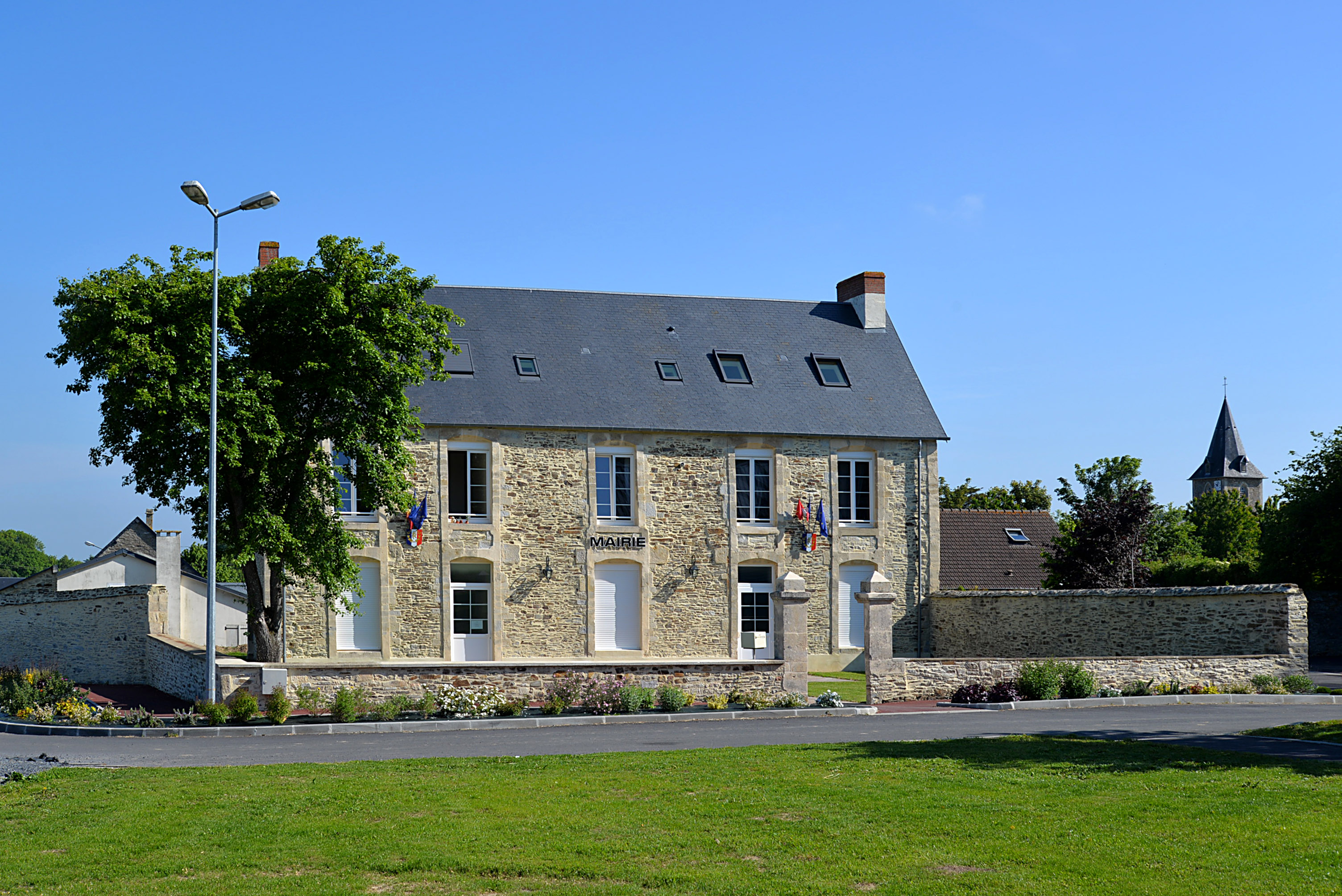
La mairie.

## Démographie
Les habitants de la commune sont nommés les Villyssois.
L'évolution du nombre d'habitants est connue à travers les recensements de la population effectués dans la commune depuis 1793. Pour les communes de moins de 10 000 habitants, une enquête de recensement portant sur toute la population est réalisée tous les cinq ans, les populations de référence des années intermédiaires étant quant à elles estimées par interpolation ou extrapolation. Pour la commune, le premier recensement exhaustif entrant dans le cadre du nouveau dispositif a été réalisé en 2004.
En 2022, la commune comptait 709 habitants, en évolution de −11,6 % par rapport à 2016 (Calvados : +1,58 %, France hors Mayotte : +2,11 %).
Villy-Bocage a compté jusqu'à 934 habitants en 1836.
| 1793 | 1800 | 1806 | 1821 | 1831 | 1836 | 1841 | 1846 | 1851 |
| ---- | ---- | ---- | ---- | ---- | ---- | ---- | ---- | ---- |
| 716  | 716  | 877  | 734  | 779  | 934  | 905  | 918  | 909  |

| 1856 | 1861 | 1866 | 1872 | 1876 | 1881 | 1886 | 1891 | 1896 |
| ---- | ---- | ---- | ---- | ---- | ---- | ---- | ---- | ---- |
| 855  | 863  | 805  | 735  | 721  | 715  | 675  | 596  | 549  |

| 1901 | 1906 | 1911 | 1921 | 1926 | 1931 | 1936 | 1946 | 1954 |
| ---- | ---- | ---- | ---- | ---- | ---- | ---- | ---- | ---- |
| 519  | 507  | 465  | 422  | 422  | 420  | 447  | 466  | 437  |

| 1962 | 1968 | 1975 | 1982 | 1990 | 1999 | 2004 | 2006 | 2009 |
| ---- | ---- | ---- | ---- | ---- | ---- | ---- | ---- | ---- |
| 385  | 373  | 384  | 585  | 646  | 624  | 680  | 715  | 771  |

| 2014 | 2019 | 2022 | - | - | - | - | - | - |
| ---- | ---- | ---- | - | - | - | - | - | - |
| 799  | 742  | 709  | - | - | - | - | - | - |

## Culture locale et patrimoine

### Lieux et monuments
- Église Saint-Hilaire XIIIe siècle et époque moderne. Le chœur comprend des parties gothiques.
- Château du XVIIIe siècle.
- Menhir de Pierrelaye, classé aux Monuments historiques[38].
- Tour belvédère.

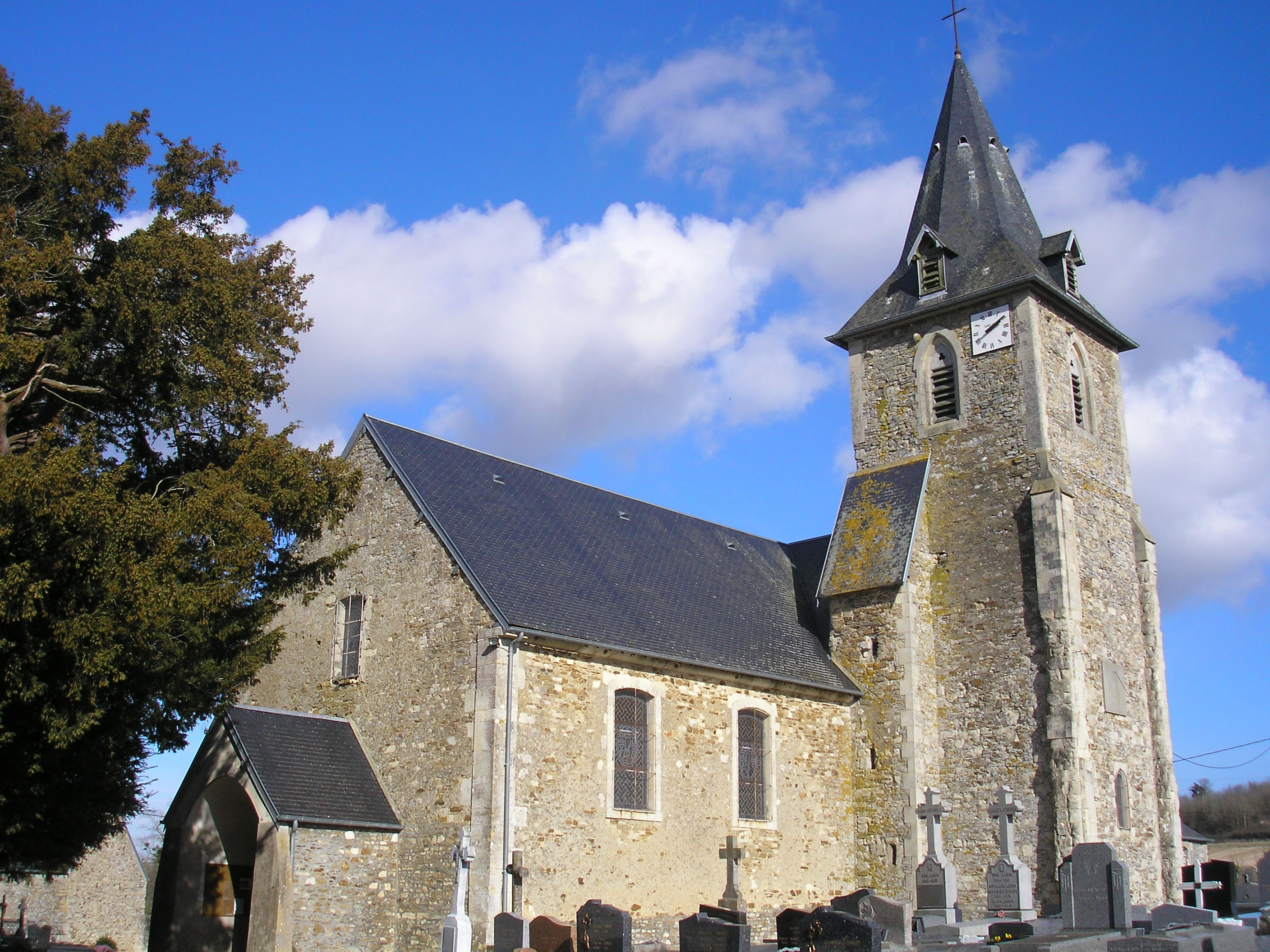
L'église Saint-Hilaire.
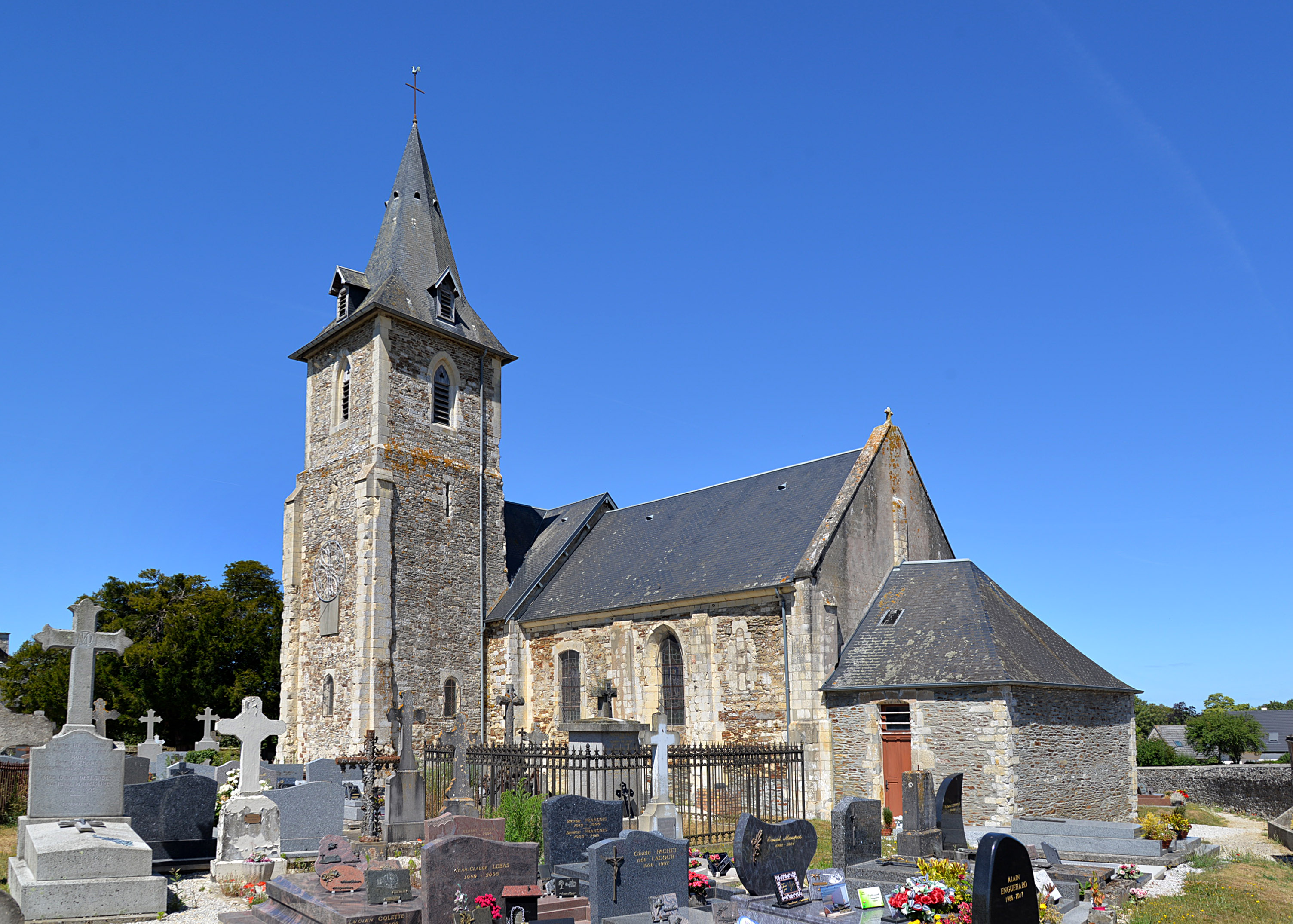
L'église Saint-Hilaire.
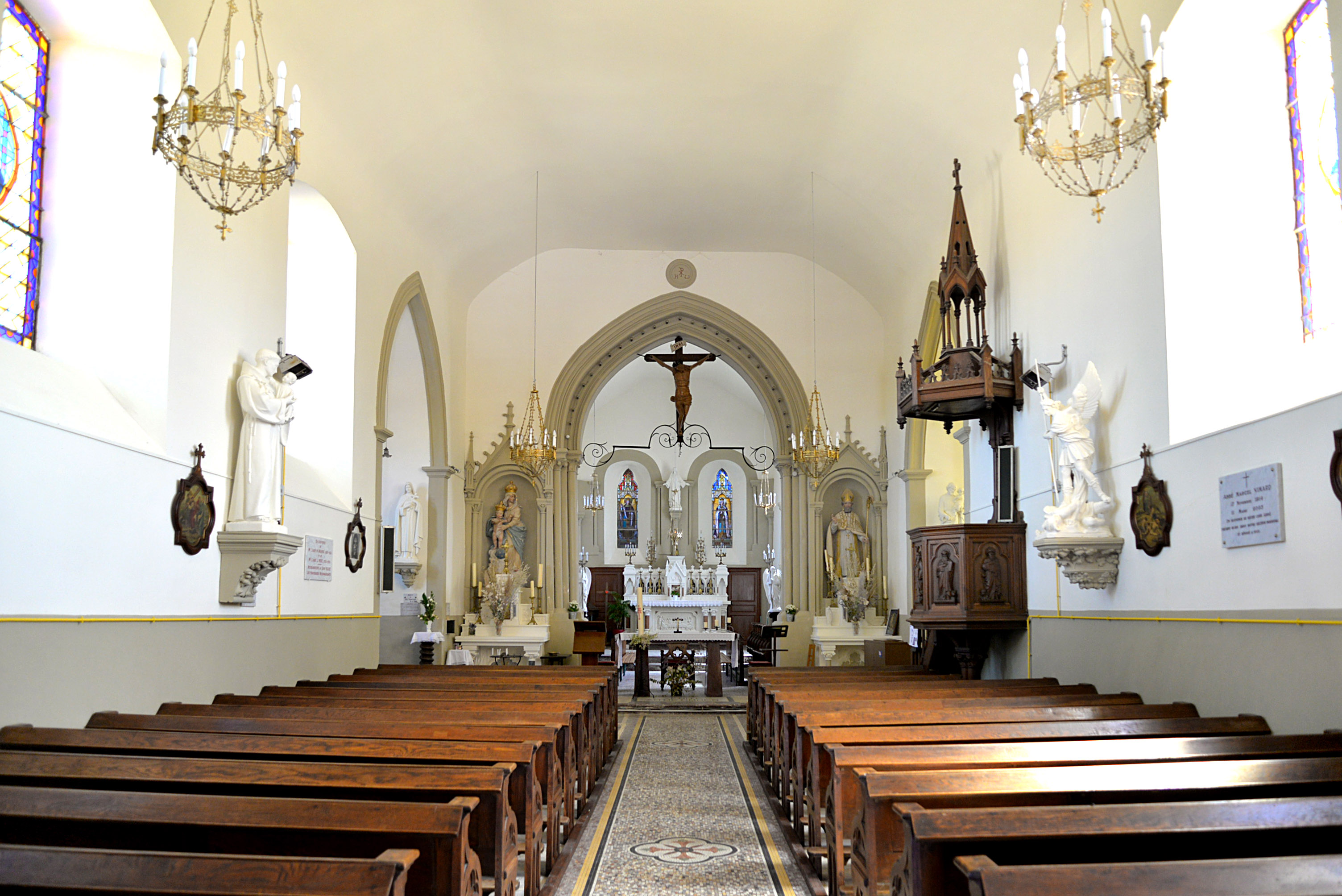
La nef de l'église Saint-Hilaire.
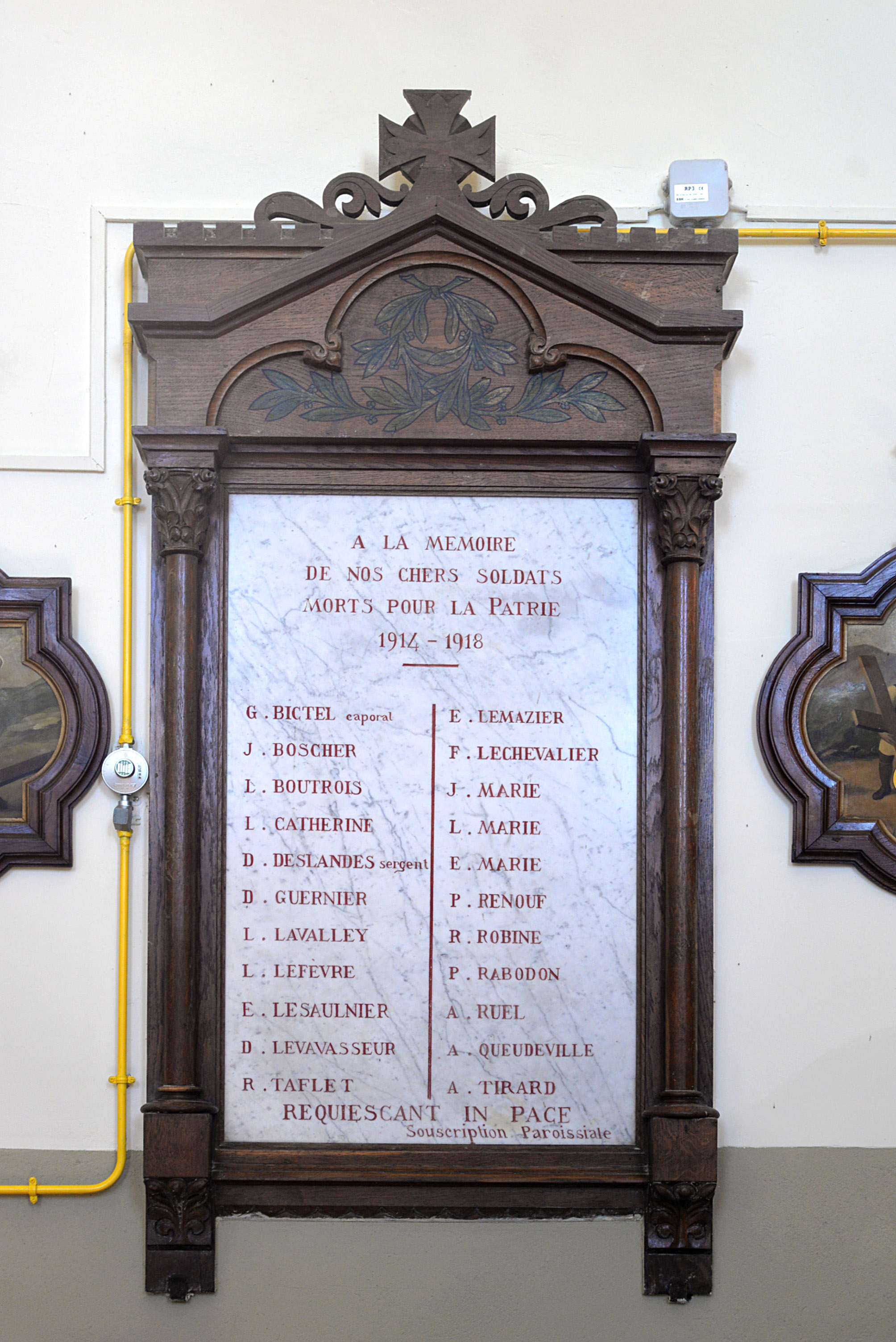
Plaque commémorative dans l'église Saint-Hilaire.
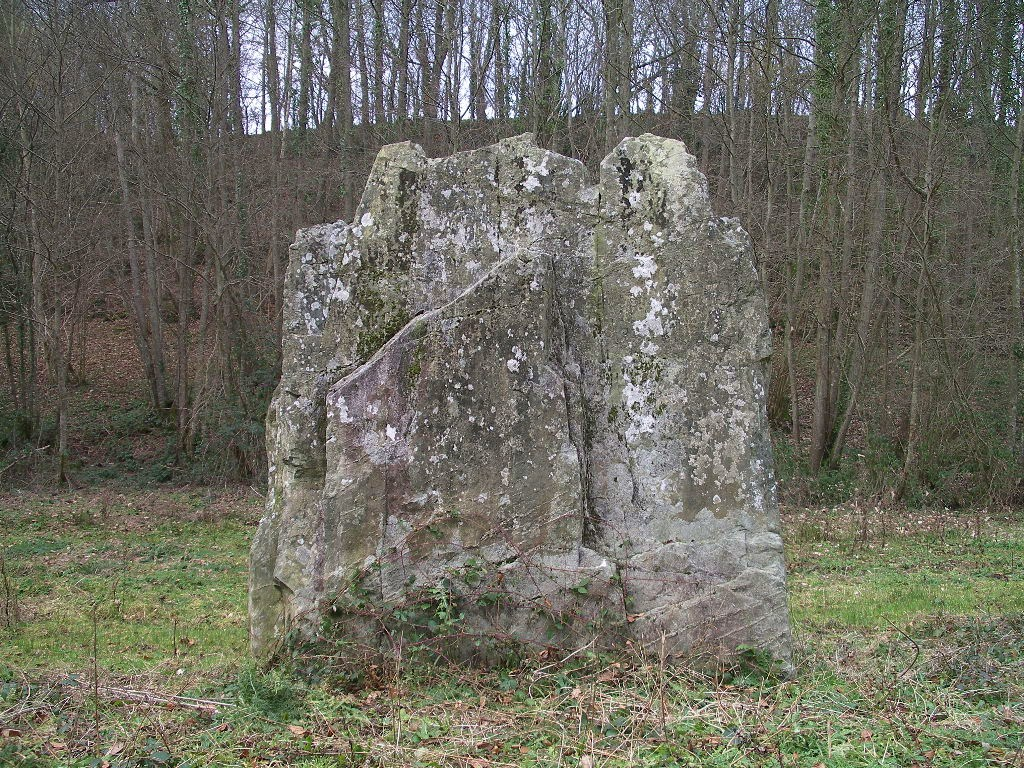
Le menhir de Pierrelaye.

### Personnalités liées à la commune
- Le comte Adjutor de Tilly, fils d'Anne-Cécile-Adélaïde Le Vicomte de Villy, est enterré dans le cimetière de Villy-Bocage.